# ريناتو مالوتا
ريناتو مالوتا (بالألبانية: Renato Malota‏) هو لاعب كرة قدم ألباني في مركز قلب الدفاع، ولد في 24 يونيو 1989 في تيرانا في ألبانيا. شارك مع منتخب ألبانيا تحت 19 سنة لكرة القدم ومنتخب ألبانيا تحت 20 سنة لكرة القدم ومنتخب ألبانيا تحت 21 سنة لكرة القدم. أما مع النوادي، فقد لعب مع بارتيزاني تيرانا ودينامو تيرانا ونادي كوكسي.

## وصلات خارجية
- ريناتو مالوتا على موقع الاتحاد الأوربي (الإنجليزية)
- ريناتو مالوتا على موقع قاعدة بيانات كرة القدم.إي يو (الإنجليزية)
- ريناتو مالوتا على موقع Soccerway.com (الإنجليزية)
- ريناتو مالوتا على موقع عالم كرة القدم.نت (الإنجليزية)